# Osric z Deiry
Osric z Deiry (data urodzenia nieznana, zm. 636 lub 634) - król Deiry w latach 632-633 lub 633-634.

## Życiorys
Osric był synem Elfrica, wuja króla Nortumbrii, Edwina. Był też ojcem Oswine, który w późniejszym okresie również zasiadł na tronie Deiry.
Po śmierci Edwina w walce z Cadwallonem z Gwyneddu i Pendą z Mercji w bitwie pod Hatfield Chase, została zerwana krucha unia łącząca dotąd Bernicję z Deirą. Władzę w Bernicji objął Eanfrith, a w Deirze Osric. Według Bedy obaj królowie w momencie objęcia tronu byli chrześcijanami, jednak obaj wrócili do wierzeń pogańskich, gdy uzyskali władzę.
Osric nie cieszył się długo władzą, gdyż w następnym roku Cadwallon zorganizował kolejną wyprawę przeciw Deirze. Oblegał Osrica w bliżej niesprecyzowanej twierdzy, a następnie wdarł się do miasta, zabił Osrica i zniszczył jego armię. 
Następca Osrica, Oswald, zdołał ponownie połączyć oba królestwa pod swymi rządami. Uznał również, że rządy pogańskich królów są tak odrażające, że nie zasługują na pamięć historyczną i nakazał wymazać z kronik zarówno Osrica jak i Eanfritha.